# 中哈瓦那

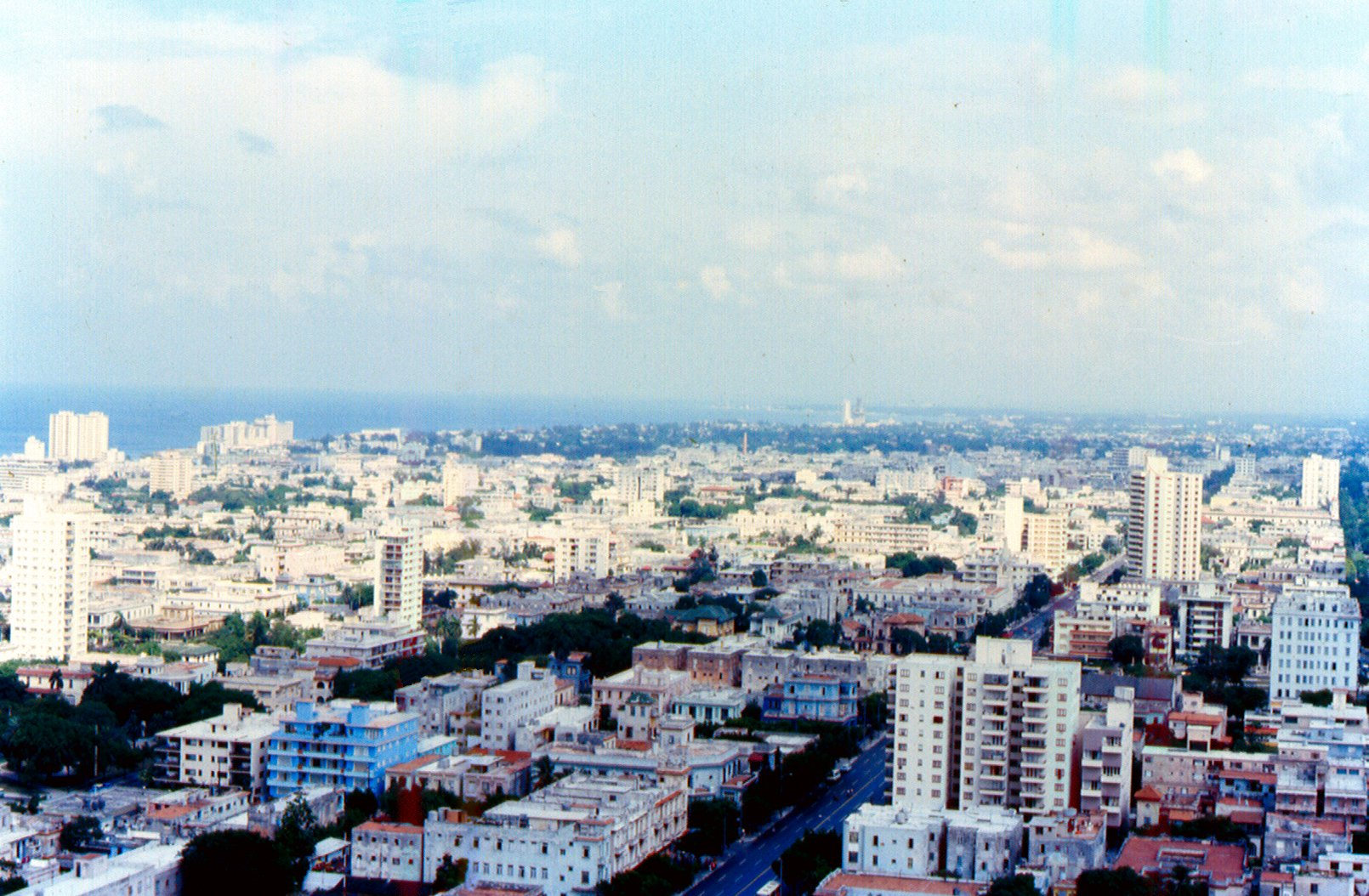

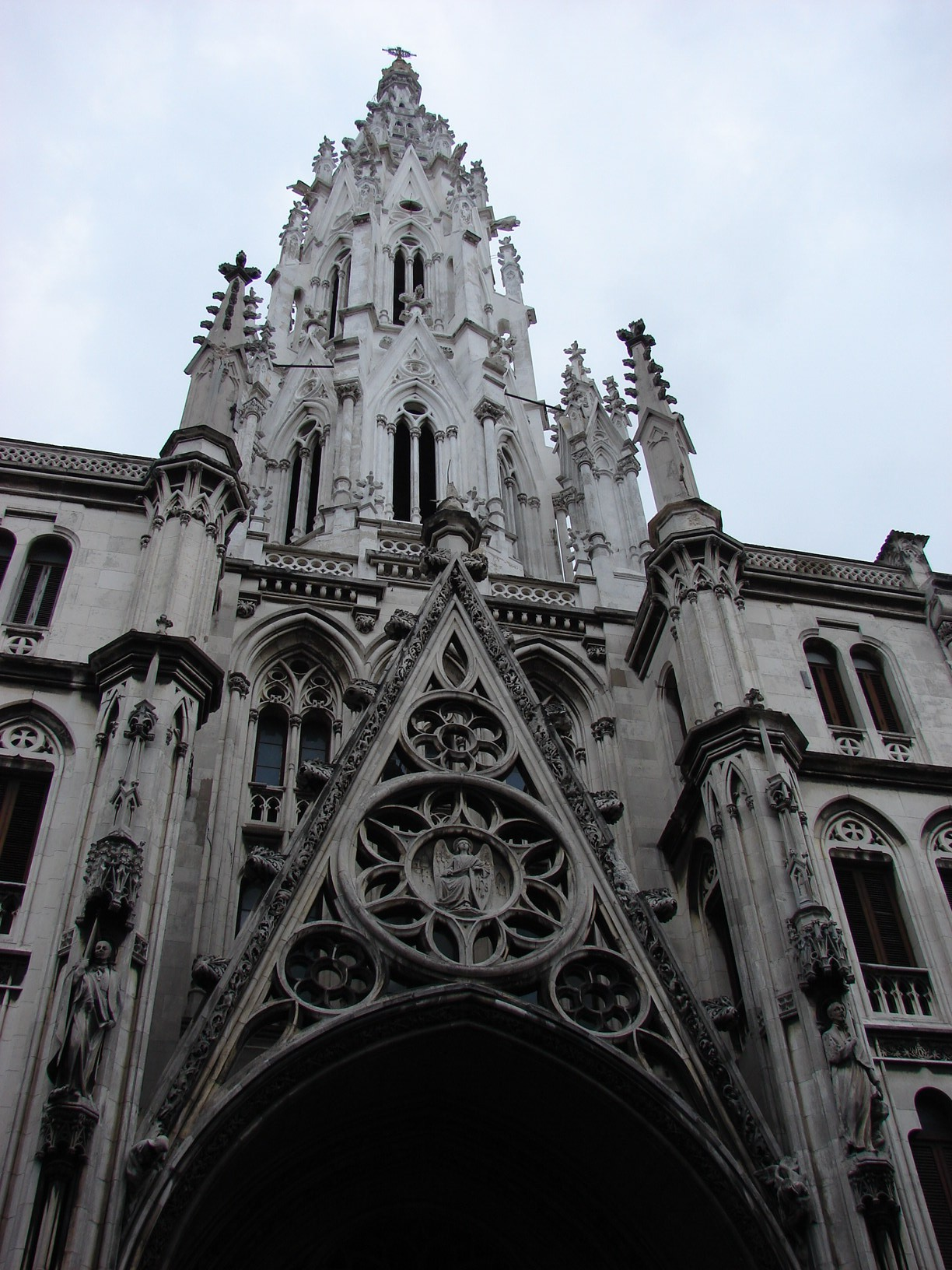

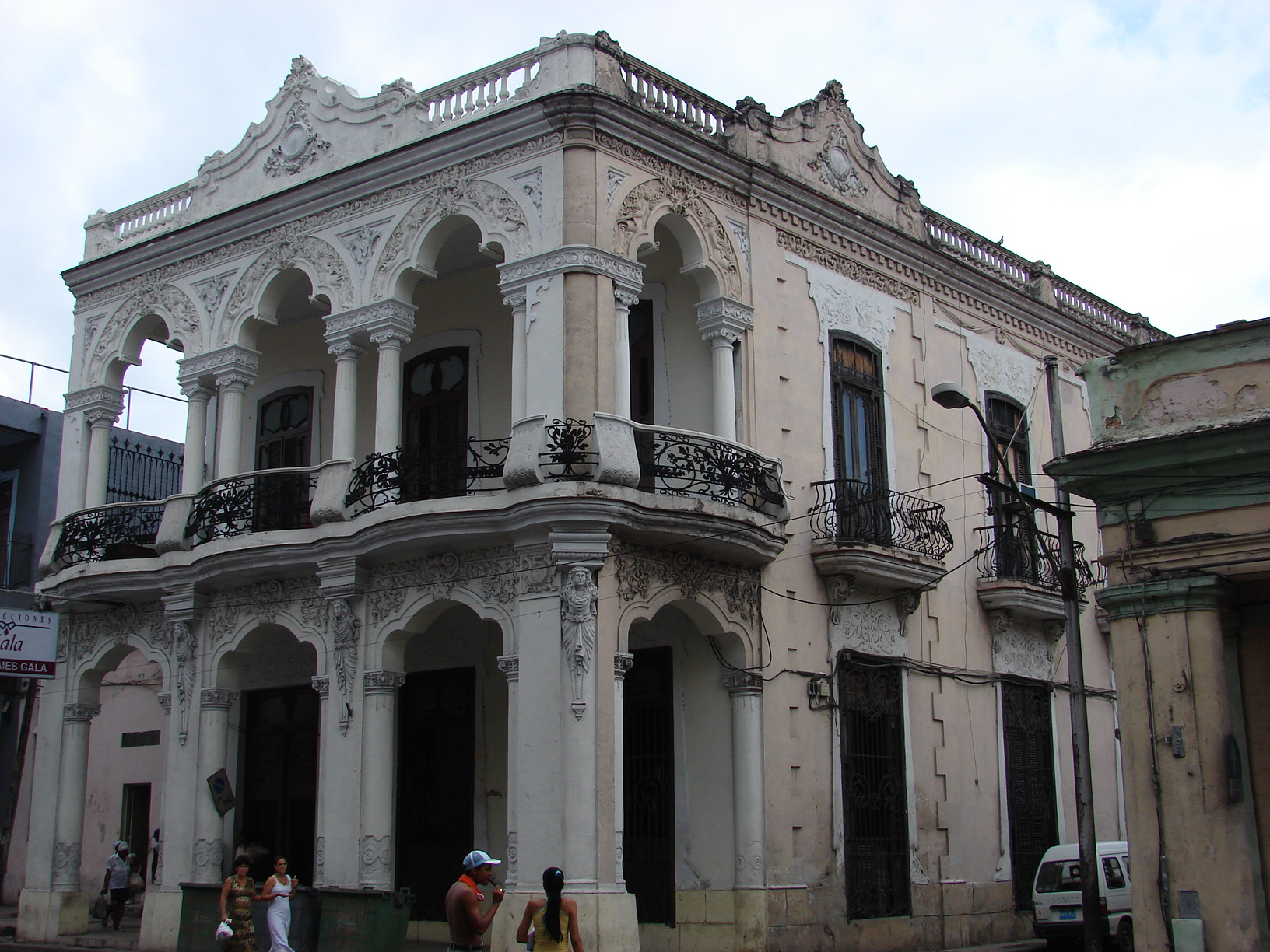

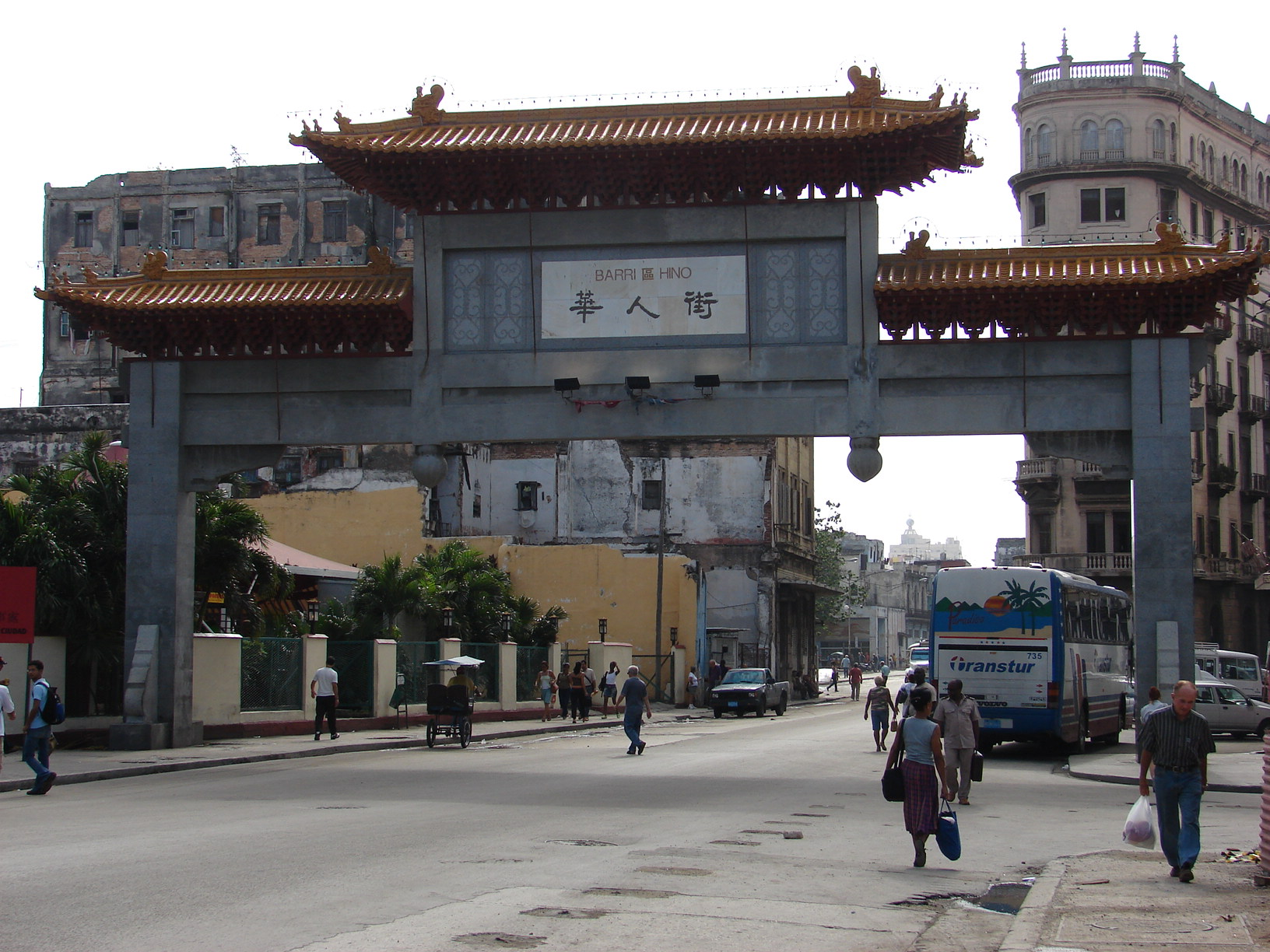

中哈瓦那是古巴首都哈瓦那的一个区，由哈瓦那市管轄，面積4平方公里，海拔高度45米，2004年人口普查數為158,151人，人口密度為每平方公里39,537.8人。中哈瓦那为哈瓦那旅游景点最集中的两个区之一，哈瓦那的唐人街也位于中哈瓦那。

## 外部連結
- Centro Habana guia turistica - touristic guide (Spanish)